# 帕盛妥
帕盛妥（Paul Sein Twa，約1973年—）是緬甸的一位克倫族環保人士。他自幼成長於泰緬邊境的薩爾溫江地區，青年時期目睹當地森林被砍伐，後來因設立水壩的計畫可能危害當地人的土地而投身於環保運動，致力於保護薩爾溫江流域的生態與克倫族文化，2001年他創辦了克倫族環境與社會行動聯盟（Karen Environmental and Social Action Network，簡稱KESAN），2005年起他也組織當地社群推進環保活動，並與地方政府合作，2018年12月當地人宣布成立「薩爾溫和平公園」（Salween Peace Park），佔地135萬英畝，園內有當地居民約6萬名，並有許多自然保護區和老虎、馬來穿山甲、亞洲黑熊與馬來熊等瀕危野生動物的棲地，且包含哈希水壩的選址地，以期阻止水壩的興建。2020年帕盛妥獲頒有「綠色諾貝爾獎」之稱的高曼環境獎。

## 外部連結
- Paul Sein Twa, 2020 Goldman Environmental Prize, Myanmar （页面存档备份，存于）